# 曼努埃爾·費特納

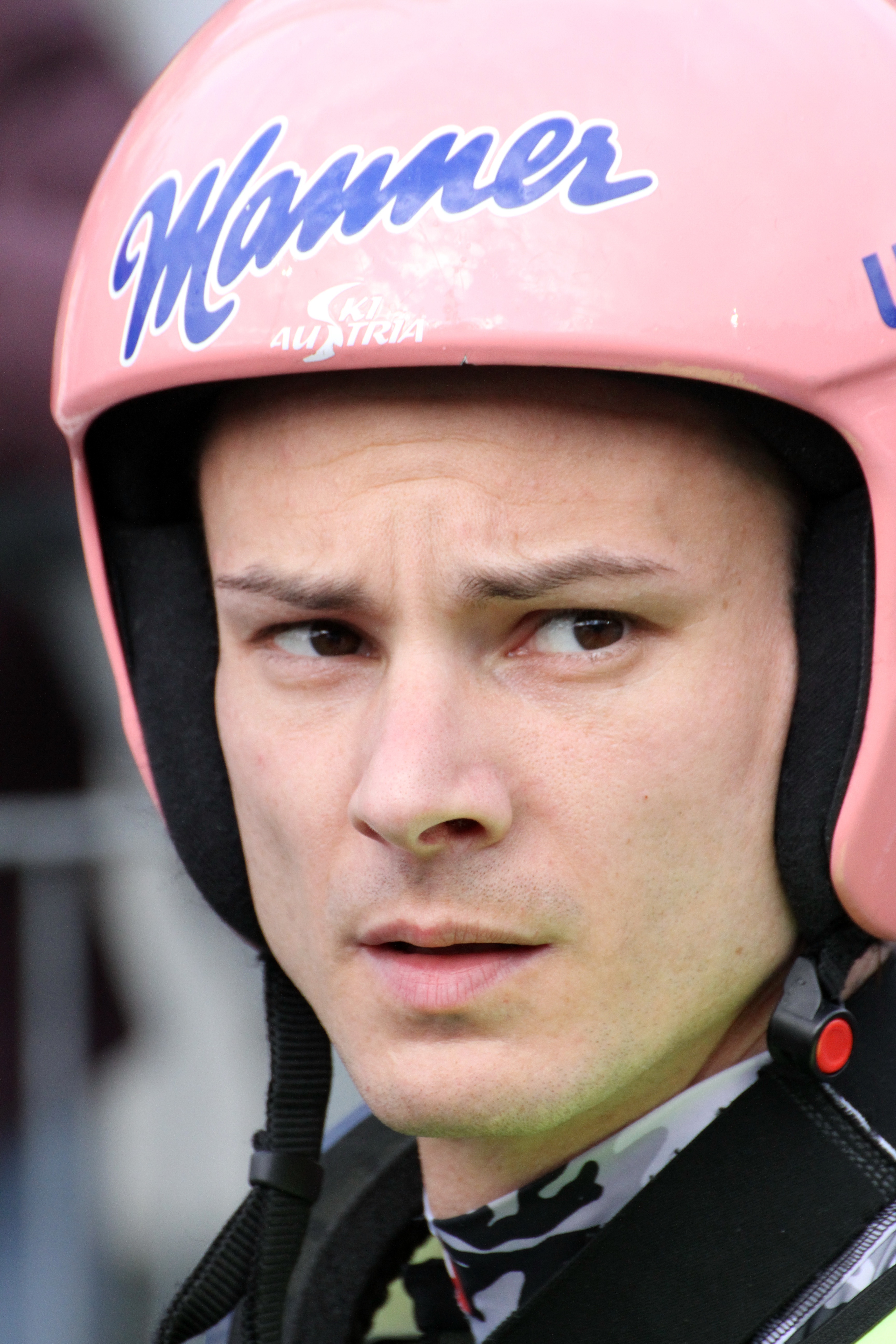
曼努埃尔·费特纳，2017年

曼努埃爾·費特納（德語：Manuel Fettner，1985年6月17日—），奧地利跳台滑雪運動員，他代表奧地利隊參加了中國舉行的2022年冬季奧林匹克運動會，並且在男子個人普通跳台比賽上獲得銀牌。